# Census Johnston
Census Aokuso Iopu Johnston (Auckland, 6 de mayo de 1981) es un jugador samoano de rugby nacido en Nueva Zelanda y que se desempeña como pilar.

## Selección nacional
Fue convocado a Manu Samoa por primera vez en noviembre de 2009 para enfrentar a Gales y se retiró de su seleccionado en noviembre de 2016 contra Canadá.

### Participaciones en Copas del Mundo
Participó de las Copas Mundiales de Francia 2007, Nueva Zelanda 2011 e Inglaterra 2015. En ambas ocasiones Samoa fue eliminada en la fase de grupos y Johnston no marcó puntos.
| Mundial                       | Sede          | Resultado      | PJ | Tries |
| ----------------------------- | ------------- | -------------- | -- | ----- |
| Copa Mundial de Rugby de 2007 | Francia       | Fase de grupos | 4  | 0     |
| Copa Mundial de Rugby de 2011 | Nueva Zelanda | Fase de grupos | 4  | 0     |
| Copa Mundial de Rugby de 2015 | Inglaterra    | Primera fase   | 4  | 0     |

## Palmarés
- Campeón de la Pacific Nations Cup de 2010, 2012 y 2014.
- Campeón de la Copa Desafío de 2016–17.
- Campeón del Top 14 de 2013–14.